# Buster millionnaire
Pour les articles homonymes, voir Sidewalks of New York.
Pour plus de détails, voir Fiche technique et Distribution.
Buster millionnaire (Sidewalks of New York) est un film américain de Jules White et Zion Myers, sorti en 1931.

## Synopsis
Harmon est le riche propriétaire d'un immeuble situé dans un quartier pauvre. Il s'y trouve confronté à un groupe de jeunes délinquants mais tombe amoureux d'une jeune fille de la bande.

## Fiche technique
- Titre original : Sidewalks of New York
- Titre français : Buster millionnaire
- Réalisation : Jules White et Zion Myers
- Scénario : George Landy, Paul Girard Smith, Robert E. Hopkins (dialogues) et Eric Hatch (dialogues)
- Direction artistique : Cedric Gibbons
- Photographie : Leonard Smith
- Société de production : Metro-Goldwyn-Mayer
- Pays de production : États-Unis
- Format : Noir et blanc - 1,37:1 - Mono
- Genre : comédie
- Date de sortie : 
  - États-Unis : 26 septembre 1931

## Distribution
- Buster Keaton : Harmon
- Anita Page : Margie
- Cliff Edwards : Poggle
- Frank Rowan : Butch
- Norman Phillips Jr. : Clipper
- Frank LaRue
- Oscar Apfel : Juge
- Syd Saylor : Mulvaney
- Clark Marshall : Lefty
- Ann Brody : la mère de famille